# جولي ماريال
جولي ماريال (3 أبريل 1885 - 21 مايو 1963) هو رجل أعمال ولاعب كرة قدم إسباني. لعب كحارس مرمى، وبعد ذلك كلاعب خط وسط لنادي برشلونة، والجدير بالذكر أنه كان الرئيس السادس لكل من نادي برشلونة واتحاد كرة القدم الكاتالوني. ولد ماريال في عائلة غنية من برشلونة، كان والده المعماري والسياسي جولي ماريال تي، ووالدته كاترينا مونديت فاريراس، وكلاهما وُلِد في برشلونة، وكان شقيقه، ميلسيور ماريال، أيضًا سياسيًا. مهنيًا، كان ماريال مكرسًا، مثل والده، لقطاع البناء كمقاول.

## مسيرته
بدأ ماريال ممارسة كرة القدم في نادي آيريش إف سي، حيث لعب إلى جانب لاعبين مثل روما فورنس، ولعب كحارس مرمى منذ تأسيس النادي في عام 1901 حتى حله في خريف عام 1903، كان الرئيس الثاني للنادي خلفًا لكارليس رينتر منذ بداياته تقريبًا، وبصفته ذلك شارك ماريال في تأسيس الاتحاد الكتالوني لكرة القدم في عام 1900، ومع اختفاء نادي آيريش إف سي، انضم إلى نادي برشلونة في بداية موسم 1903–04، حيث لعب حتى نهاية موسم 1907–08، أولًا كحارس مرمى ثم كلاعب وسط، وحقق بطولة كاتالونيا في موسم 1904–05.

## رئاسة نادي برشلونة
في 16 أكتوبر 1906، وبينما كان لا يزال لاعبًا نشطًا، تم انتخاب ماريال سادس رئيس لنادي برشلونة من قبل جمعية الأعضاء، ومن مثل سابِقه جوزيب سولير، كان عليه أن يقود النادي خلال فترات صعبة اجتماعيًا ورياضيًا، خلال هذه السنوات، مرّ النادي بأزمة اجتماعية ورياضية، ورغم حماسه كلاعب ورئيس، لم يتمكن من حل الوضع الذي كان يزداد تعقيدًا يومًا بعد يوم، وفي نهاية رئاسته، كان النادي قد فقد ثلث أعضائه، ليبقى فقط 38 عضوًا، وهم الأوفياء الأكثر. خلال هذه السنوات، فقد الفريق جزءًا كبيرًا من لاعبيه المخضرمين، مثل غامبر، ويتّي، ماير، أوسو، هاريس وبارسونز، الذين كانوا ركائز الفريق منذ تأسيسه، ومع ذلك تزامنت فترته في رئاسة النادي مع عملية إعادة هيكلة كبيرة للفريق، وخلال ولايته انضم إلى النادي عدة لاعبين ساهموا في تشكيل أول فريق عظيم لبرشلونة، مثل باكو برو، تشارلز والاس وإنريكي بيريس من نادي إف سي إنترناسيونال في 1906، وأخوان ماسانا سانتياغو وألفريدو، خوسيه إيريزار من نادي إكس سبورتينغ في 1908، وبعد بضع سنوات، قاد هؤلاء اللاعبين النادي لتحقيق أول فوز له بكأس الملك في 1910.
خلال رئاسته، مرّ برشلونة بصراعات مع الاتحاد الكتالوني لكرة القدم، وخاصة مع رئيسه إيسيدرو لوريت، الذي اتهم النادي بالاستفادة من اللاعب X خلال بطولة كاتالونيا في 1908، من أجل وضع حد لهذه النزاعات، قبل ماريال رئاسة الاتحاد في أكتوبر 1908، ليحل محل لوريت الذي تعرض لانتقادات قوية من الصحافة الرياضية، وفي نهاية عام 1908، ترك ماريال رئاسة كل من برشلونة والاتحاد، ليحل محله حارس المرمى فيسنتي ريغ وراؤول ديغولادا على التوالي، لم يمكث ريغ في منصبه سوى أسبوعين قبل أن يتم استبداله بجوان غامبر، الذي تمكن من إنقاذ برشلونة من الإفلاس جزئيًا بفضل الفريق الذي بناه ماريال.
خلال رئاسته، كان مارال يتحكّم في بعض المباريات بين الحين والآخر، وأبرزها في بطولة كاتالونيا 1906–07، بالإضافة إلى بعض المباريات الودية التي خاضها برشلونة، وظل مرتبطًا بنادي برشلونة وفي عام 1915 تطلع إلى منصب نائب الرئيس في ترشيح انتخابي توافقي برئاسة غاسبار روزيس، والذي لم يتم اختياره في النهاية.

## رياضات أخرى
بالإضافة إلى كرة القدم، شارك ماريال في رياضات أخرى،حيث كان عضوًا مؤسسًا لنادي Natació Barcelona في عام 1907، وكان جزءًا من أول مجلس إدارة كمحاسب، وعضوًا في ريال سوسيداد دي سبورت فاسكو، وكثيرًا ما يمارس رياضة الباسك بيلوتا في فرونتون كوندال. كان ماريال أيضًا عضوًا في نادي السيارات الملكي في كاتالونيا (RACC)، ومالك شركة هيسبانو سويسا، وشارك في العديد من سباقات السيارات، وكان أبرز ما في مسيرته المهنية في مجال السيارات هو فوزه في الفئة الثانية من فولتا كاتالونيا في عام 1917.

## التكريم

### نادي برشلونة
- البطولة الكتالونية:

1. الأبطال: 1904–05